# Masakazu Kōda
Masakazu Kōda (jap. 幸田将和 Kōda Masakazu; ur. 12 września 1969) – japoński piłkarz występujący na pozycji obrońcy.

## Kariera klubowa
Od 1988 do 2003 roku występował w klubach Sanfrecce Hiroszima, Vissel Kobe, Yokohama FC i Ehime FC.